# 日本ヘルス・インダストリー
株式会社日本ヘルス・インダストリー （にほんヘルス・インダストリー）は、北海道から九州までの有力薬品卸企業が参加して1972年（昭和47年）2月3日に設立した企業。 
現在は解散している。 

## 概要
- 昭和47年2月3日設立
- 資本金 1,100万円

代表取締役社長　島幸太郎（鍋林社長）　 

## 参加卸企業
- 眞鍋薬品(北海道)
- 鈴彦 (宮城県)
- 茂木薬品商会(東京都)
- クラヤ薬品(東京都)
- 三栄薬品 (新潟県)
- 鍋林  (長野県)
- 井上誠昌堂(富山県)
- 中北薬品(愛知県)
- 三星堂(兵庫県)
- 林薬品(岡山県)
- 松本薬品(愛媛県)
- コーエー小倉薬品(福岡県)
- 吉村薬品(大分県)

## 主な目的
- 商品の調査開発
- システムの研究開発
- 人材開発

| スタブアイコン | サブスタブ | この項目は、まだ閲覧者の調べものの参照としては役立たない、企業に関連した書きかけの項目です。この項目を加筆・訂正などしてくださる協力者を求めています（PJ:経済）。 |